# Greklands parlament
Greklands parlament (grekiska: Βουλή των Ελλήνων) är Greklands lagstiftande församling. Kammaren har 300 ledamöter och leds av en talman. Ordinarie parlamentsval sker var fjärde år.

## Historia
Under det grekiska frihetskriget 1821-1832 hade en mängd olika nationalförsamlingar bildats med begränsat inflytande. Det var dock inte förrän 1843 som en nationell församling inrättades till följd av ett folkligt uppror mot kung Otto av Grekland som sökte bli en absolut monark. Parlamentet byggde på ett tvåkammarsystem där ledamöter i överhuset, Senaten, valdes på livstid av kungen medan underhuset, Deputeradekammaren, valdes genom begränsad rösträtt.
Enkammarsystem inrättades genom år 1864 års grekiska författning som också skapade ett mer parlamentariskt statsskick. Från 1927 till Andra hellenska republikens fall 1935 förekom återigen ett tvåkammarsystem, dock av mer demokratiskt slag än under 1800-talet.
Parlamentet löstes upp till följd av militärkuppen år 1967 då den instabila parlamentariska demokratin liksom grundläggande fri- och rättigheter avskaffades. 1974 efter militärdiktaturens fall hölls de första allmänna valen på ett årtionde.

## Struktur och befogenheter
Organiserandet av kammarens aktiviteter behandlas av parlamentets presidium som leds av talmannen. Presidiet består förutom talmannen består av 16 övriga parlamentsledamöter, varav ingen får vara kabinettsmedlem. Av sju vice talmän måste fyra tillhöra oppositionspartier.
Lagförslag måste godkännas av Greklands president samt relevant minister i regeringen för att träda i kraft. Parlamentets godkännande kräver endast enkel majoritet. Förändringar i författningen kräver inledningsvis stöd från minst en sjättedel av ledamöterna, därefter minst tre femtedelars kvalificerad majoritet i två separata omröstningar med minst en månads mellanrum. Förändringen kan dock endast träda i kraft om den har fortsatt stöd efter ett ordinarie parlamentsval. Artiklar som behandlar det republikanska statsskicket och skydd av mänskliga rättigheter kan inte ändras.
Sedan 1952 har det grekiska parlamentet 300 ledamöter även om författningen inte anger ett specifikt antal. Däremot tillåts inte färre än 200 eller fler än 300 ledamöter. Ledamöterna åtnjuter åtalsimmunitet och brott begångna i egenskap av parlamentsledamöter, t.ex. förskingring av skattemedel, kan endast bestraffas om kammaren beslutar sig för riksrätt. Immuniteten kan också anses förverkad efter lyckad omröstning i kammaren i fall av brott begångna utanför kapaciteten som parlamentsledamöter, t.ex. mord.
Småpartispärren ligger på 3 % och det största partiet erhåller automatiskt 50 extra mandat.

### Val
Parlamentsval i Grekland hålls var fjärde år exklusive eventuella nyval. Rösträtt har grekiska medborgare från 17 års ålder vid valtillfället. Medborgare över 25 år får även ställa upp i parlamentsval med undantag för offentliga tjänstemän som måste lämna sina anställningar för att få kandidera. Grekland tillämpar obligatoriskt valdeltagande men i praktiken upprätthålls inte lagen.
Ledamöterna väljs i 56 valkretsar varav 48 väljs genom proportionellt valsystem och åtta är enmansvalkretsar.